# Wang Zhi (pirata)
Wang Zhi (chinês: 王直 or 汪直), nome artístico Wufeng (五峰), foi um lorde pirata chinês, do século 16 dc, um dos mais destacados piratas wokou, durante o reino do Imperador Jiajing. Originalmente um mercador de sal, tornou-se contrabandista durante as proibições marítimas da Dinastia Ming, que baniram todos os negócios privados ultramarinos. Ascendeu à liderança de um sindicato de piratas que se estendia desde Este ao Mar do Sul Chinês, do Japão à Tailândia. Através do contrabando, foi um dos responsáveis por espalhar armas de fogo pelo leste asiático e por levar os primeiros portugueses / europeus ao Japão, em 1543. Foi também responsável por grandes saques nas costas da China, crimes pelos quais foi executado enquanto tentava negociar.

## Infância
Wang Zhi era nativo do Condado de She, em Huizhou (actual Huangshan). Seguindo as tradições familiares, começou como mercador de sal. Apesar do negócio do sal, faliu e viajou para Guangdong. Associou-se com Xu Weixue e Ye Zongman em 1540. Tornou-se contrabandista alcança um fortuna considerável devido às restrições e proibições existentes na época para os negócios ultramarinos. Conhece os portugueses que se expandem para leste, depois da tomada de Malaca em 1511.

## Introdução de armas portuguesas no Japão
Em 23 de Setembro de 1543, Wang Zhi acompanhou um grupo de portugueses num navio até Tanegashima, uma ilha japonesa no sudeste de Kyushu, numa viagem que marcou talvez a primeira vez que europeus desembarcaram no Japão. As armas de fogo foram demonstradas ao lorde dailha Tanegashima Tokitaka. As armas foram rapidamente copiadas por todo o Japão, usadas nas guerras internas japonesas, durante o Período Sengoku. Como as armas usavam pólvora era necessário muito sal e outras matéria primas, algo que Wang Zhi sabia bem fornecer, tornando-se rico.
Tornou-se um aliado de Matsura Takanobu.
Os portugueses arranjaram entretanto a sua base em Nagasaki.

## O Sindicato de Shuangyu

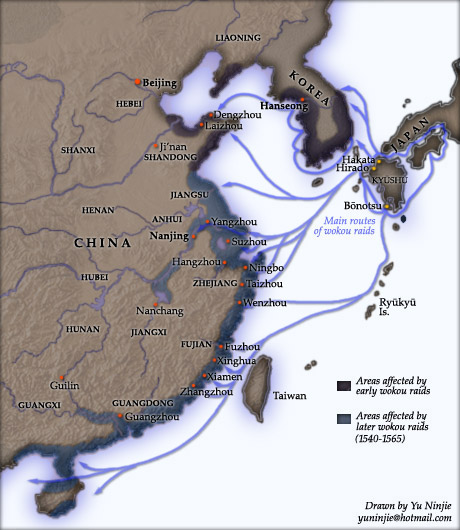
Mapa dos ataques wokou no tempo de Wang Zhi

Em 1544, Wang Zhi aliou-se aos Irmão Xu, criando o sindicato de piratas de Shuangyu, tornando-se líder e uma lenda, com o nome de Capitão Wufeng.
Shuangyu tornou-se também a base de contrabando entre Japão e a China.
O sindicato cresceu, assimilando outros rivais e contratando mercenário japoneses para proteger as rotas de contrabando de outros concorrentes e da marinha chinesa.
Em 1548 uma frota chinesa de Ming, liderada pelo veterano Zhu Wan atacou e destruiu por completo Shuangyu, incluindo o porto de mar. Wang Zhi escapou por pouco, mas os irmãos Xu fugiram, ficando apenas Wang Zhi no comando.

## Nova base em Liegang
Wang Zhi consegue reconstruir o seu poder entre os piratas da zona em Liegang, na ilha de Jintang. Com Mao Haifeng arranjou barcos com canhões portugueses e em 1551 liderou um ataque ao rival Chen Sipan, recuperando o controle total de todos os piratas.
Wang Zhi entregou Chen Sipan ao governo Ming, mas a recompensa foi mal recebida por Wang Zhi, que enfurecido decidiu saquear a costa chinesa. Uma frota imensa de Ming, liderada por Yu Dayou, desmantela a base de Liegang, obrigado Wang Zhi a fugir para o Japão.

## Rei de Hui: O Lorde Pirata wokou
Wang Zhi restabelece-se nas ilhas Goto, em Hirado, onde tem apoio dos locais, auto-proclamando-se rei de Hui. Junta imensos desesperados de todas as partes do Japão com o contingente chinês, criando novamente levas de ataques piratas, conhecidas como wokou, por uma região imensa, saqueando cidades e vilas, algumas fortificadas, ameaçando a capital secundária Ming Nanjing. O imperador Ming decretou a captura ou morte de Wang Zhi.

## Negociações com o governo Ming e morte
Em Julho de 1555, Hu Zongxian, um nativo de Huizhou, tal como Wang Zhi, foi nomeado para lidar com o problema dos piratas. Abrindo canais de negociação, incluindo a possibilidade de comércio privado, libertando a família de Wang Zhi como prova de boa fé, tentando contactar os japoneses para ajudar a resolver a questão. Depois de vários eventos confusos e contraditórios, Wang Zhi arriscar negociar com as autoridades chinesas directamente. Depois de vários meses, acaba por ser sentenciado à morte, sendo decapitado em 22 de Janeiro de 1560.
Mao Haifeng continuou com os ataques de piratas até 1567.